# Hindoria
Hindoria é uma cidade e uma nagar panchayat no distrito de Damoh, no estado indiano de Madhya Pradesh.

## Geografia
Hindoria está localizada a 23° 54′ N, 79° 34′ L. Tem uma altitude média de 385 metros (1263 pés).

## Demografia
Segundo o censo de 2001, Hindoria tinha uma população de 14 426 habitantes. Os indivíduos do sexo masculino constituem 52% da população e os do sexo feminino 48%. Hindoria tem uma taxa de literacia de 60%, superior à média nacional de 59,5%: a literacia no sexo masculino é de 71% e no sexo feminino é de 47%. Em Hindoria, 17% da população está abaixo dos 6 anos de idade.